# Sick Puppies
A Sick Puppies ausztrál alternatív metal/post-grunge/nu metal együttes. 1997-ben alakultak Sydney-ben.
A név eredetére két történet van. A hivatalos verzió az, hogy Shimon Moore maga gondolt a névre, amikor a tagok azon törték a fejüket, mi legyen az együttes neve. Pár nappal később hazatért, és látta. hogy az apja Carl Hiaasen "Sick Puppy" (Beteg kiskutya) című könyvét olvassa. Egy másik változat szerint a szomszéd kutyája belépett a próba idején a garázsba, amikor próbáltak, és lehányta a felszerelésüket. Egy rajongójuk megjegyezte, hogy "ez egy beteg kiskutya", így megmaradt a név.

## Tagok
- Emma Anzai – basszusgitár, női ének  (1997-)
- Mark Goodwin – dob, vokál  (2003–)
- Bryan Scott – ének, gitár  (2016–)

Korábbi tagok
- Chris Mileski – dob, vokál  (1997–2003)
- Shimon Moore – ének, gitár  (1997–2014)

## Diszkográfia
- Dressed Up as Life (2007)
- Tri-Polar (2009)
- Connect (2013)
- Fury (2016)